# Ла-платский дельфин
Ла-платский дельфин, или лаплатский дельфин (лат. Pontoporia blainvillei) — водное млекопитающее из парвотряда зубатых китов, представитель группы речных дельфинов. Вид выделяется в отдельное семейство Pontoporiidae. Видовое название дано в честь французского зоолога Анри Бленвиля (1777—1850). Наименьший и наименее специализированный среди речных дельфинов; водится как в реках, так и в море.

## Внешний вид
Один из самых мелких представителей инфраотряда китообразных. Имеют длину тела 1,25—1,74 м; массу — 20—61 кг. Самки чуть крупнее самцов. Окраска серая, светлеющая на боках и брюхе. Молодые дельфины отличаются коричневым оттенком в окраске и волосками на верхней челюсти, которые исчезают с возрастом. У ла-платского дельфина очень длинный и узкий клюв, отделённый от лобного возвышения заметной бороздой. Длина клюва достигает 15 % длины тела. В пасти помещается от 210 до 240 острых конических зубов. Голова округлая. Шейный перехват выражен. Дыхало полулунное, расположено поперечно, а не продольно, как у большинства дельфинов. Грудные плавники крупные и очень широкие, но с узкими основаниями, что придаёт им треугольную форму. Спинной плавник треугольный с закруглённым кончиком, достигает высоты 7—10 см.

## Образ жизни
Ла-платские дельфины водятся в прибрежных водах восточного побережья Южной Америки от Эспириту-Санту (Бразилия, 18°25' ю. ш.) до полуострова Вальдес (Северная Патагония, Аргентина, 42°30' ю. ш.), а также в устье Ла-Платы. Это единственный речной дельфин, встречающийся в солёных морских водах. Распространение связано с сезонными миграциями: зимой часть дельфинов покидает Ла-Плату и кочует на север вдоль берегов материка. Судя по наблюдениям и случайным выловам, дельфины Ла-Платы населяют узкую полосу тёплых прибрежных вод до глубины 30 м, наиболее богатую кормом.
По небольшим морфологическим и генетическим различиям выделяют 2 популяции ла-платского дельфина:
- более мелкая северная форма, встречающаяся между Рио-де-Жанейро и Санта-Катариной,
- более крупная южная форма — от Риу-Гранди-ду-Сул до Аргентины.

Экология вида изучена слабо. Подобно другим речным дельфинам, охотятся на придонную рыбу, роясь длинным клювом в грунте. Основу рациона составляют рыбы из семейства горбылёвых (Sciaenidae). В водах Уругвая дельфины питаются в основном горбылём полосатым (Cynoscion striatus); в Бразилии также видами Paralonchurus brasiliensis, Macrodon ancylodon и Micropongonias furnieri. Самки чаще поедают кальмаров (Loligo sanpaulensis), чем самцы. Молодые особи также питаются креветками (Artemesia longinaris). На самих дельфинов охотятся косатки и некоторые виды акул. Для охоты и ориентации под водой используют эхолокацию; эхолокационные щелчки напоминают аналогичные у морской свиньи.
Держатся поодиночке или мелкими группами (до 15 голов). Дельфины Ла-Платы очень тихи и скрытны; наблюдение за ними затруднено. Обычных для дельфинов акробатических способностей не проявляют.

### Размножение
Размножение этого вида изучено мало. Период спаривания приходится на декабрь-февраль, роды — на сентябрь-декабрь. Беременность длится 9—10,5 месяцев. Единственный детёныш миниатюрен, около 75—80 см длиной и весом 7,3—8,5 кг Лактация продолжается до августа-сентября следующего года. Половая зрелость наступает в 2—3 года. Самка приносит потомство 1 раз в 2 года.
Возраст самой старой из выловленных самок был оценен в 13 лет, самца — в 16 лет. Продолжительность жизни в природе, предположительно, 18—20 лет.

## Статус популяции
Численность популяции неизвестна. Недавние исследования прибрежной полосы вдоль Риу-Гранди-ду-Сул и Уругвая (около 64 000 км²) позволили примерно оценить численность дельфинов в 42 000 голов. Ежегодно в рыболовные сети и тралы попадается порядка 1500—2000 дельфинов. Хозяйственное значение мало; мясо идёт на корм свиньям. Добывается также жир. Современное состояние популяции вызывает серьёзную озабоченность учёных, поскольку ограниченное местообитание делает этот вид уязвимым.